# Unconditional Surrender
Unconditional Surrender (übersetzt deutsch Bedingungslose Kapitulation) ist ein Roman des englischen Schriftstellers Evelyn Waugh, der 1961 veröffentlicht wurde. Er wurde zunächst unter dem Titel The End of the Battle verlegt. Die Geschichte schildert die Erlebnisse eines britischen Adeligen in der britischen Armee während des Zweiten Weltkriegs. Gemeinsam mit den Romanen Men At Arms (1952) und Officers and Gentlemen (1955) bildet das Buch die Trilogie Sword of Honour (deutsch: Ohne Furcht und Tadel), in denen Waugh seine eigenen Erlebnisse in Diensten der britischen Armee verarbeitete.

## Inhalt
Der Protagonist Guy Crouchback, aus dessen Perspektive die Geschichte erzählt wird, stammt aus einer katholischen englischen Adelsfamilie.
Die Handlung schließt an die Erlebnisse an, die in den Vorgängerromanen geschildert sind (und für den Leser zu Beginn knapp zusammengefasst werden). Nach seiner Rückkehr nach England wartet Guy Crouchback 1941 in London auf einen sinnvollen Einsatz in Diensten der britischen Armee.
In seinem Regiment, den Halberdiers, fungiert er in den Jahren bis 1943 als Ausbildungsoffizier an unterschiedlichen Standorten in Großbritannien. Er steigt bis zum Major auf. Ein elektronisches Gerät zur Auswahl von Kandidaten aufgrund ihrer Qualifikationen spuckt Crouchback als geeignet für eine Mission in Italien aus, das nach Landung der Alliierten und dem Sturz der Faschisten zum Kriegsschauplatz wird. Allerdings erhebt der Geheimdienst Einwände – dort hält man Guy aufgrund seiner Vorkriegsverbindungen zum faschistischen Italien für ungeeignet, in Italien Dienst zu tun.
Mit dem Tod seines Vaters erbt Guy Crouchback unverhofft Einkünfte, die ihn finanziell unabhängig machen. In einem Abschiedsbrief ermuntert ihn der Vater, die moralischen Ansprüche an sich selbst nicht zu hoch zu setzen: "Quantitative judgements don't apply. If only one soul was saved that is full compensation for any amount of loss of 'face'." (deutsch: Quantitative Urteile greifen nicht. Wenn nur eine Seele gerettet wurde, ist das Ausgleich genug für jedes Ausmaß an Gesichtsverlust.)
Für eine weitere Mission durchläuft er ab Herbst 1943 ein Fallschirmtraining und trifft dort Major Ludovic wieder, den er seit seinem Einsatz auf Kreta kennt. Auf unbeholfen-komische Weise vermeidet Ludovic jeden Kontakt mit Guy, weshalb seine Untergebenen befürchten, Ludovic habe den Verstand verloren. Bei einem Absprung verstaucht sich Guy das Knie und darf es bei seinem Onkel Peregrine in dessen Londoner Wohnung auskurieren.
Dort trifft ihn seine Exfrau Virginia wieder. Sie ist von ihrem Liebhaber Trimmer geschwängert und verlassen, pleite und verzweifelt. Ihre letzte Hoffnung nach mehreren vergeblichen Anläufen, eine Abtreibung zu erreichen, besteht darin, dass Guy die Ehe der beiden wiederaufnimmt, die nach dem Verständnis der katholischen Kirche ohnehin unauflöslich fortbestanden hat. Guy willigt ein – in Kenntnis von Virginias Schwangerschaft; sehr zum Unverständnis und dem Missfallen seiner Umgebung.
Nach seiner Wiederheirat und Genesung findet sich Crouchback im Februar 1944 im britischen Hauptquartier für den Balkan im süditalienischen Bari wieder. Er wird als Verbindungsoffizier zu den kommunistischen Partisanen in Jugoslawien entsandt. Dort sammelt er deren Nachschub- und Materialanforderungen, die dann – sofern erfüllbar – von alliierten Flugzeugen über den Partisanengebieten abgeworfen werden.
Im Juni 1944 bringt Virginia ihren Sohn zur Welt, der zu Ehren der Crouchbacks Gervase getauft wird.
In Jugoslawien wendet sich eine Gruppe von etwa hundert Juden an Guy um Hilfe; sie wurden aus einem italienischen Konzentrationslager befreit, sind jetzt Displaced Persons und sehen bei den Kommunisten keine Zukunft und wollen ins befreite Italien zurück. Ihr Anliegen findet zwar die Unterstützung von Briten und Amerikanern, stößt aber auf Widerstand bei den Jugoslawen – hier entwickelt sich im Kern schon der Ost-West-Gegensatz der Nachkriegsordnung.
Guy gelingt es immerhin, zwei der Juden ausfliegen zu lassen. Mit der Maschine, die die Flüchtlinge nach Italien bringen soll, erreicht ihn ein Brief mit der Nachricht, dass Virginia und sein Onkel Peregrine bei einem V1-Angriff auf London gestorben sind. Das Baby Gervase hat überlebt.
Sein Regimentskamerad de Souza wird ihm als vorgesetzter Verbindungsoffizier zugeteilt; er ist enthusiastischer Bewunderer der Partisanen und ihrer neuen Ordnung. Guy beobachtet, wie es den Kommunisten gelingt, sich als Ansprechpartner der Alliierten zu etablieren und den Weg zur Machtübernahme zu ebnen, gegen die Tschetniks unter Dragoljub Draža Mihailović und der monarchischen Exilregierung in London.
Im Januar 1945 wird Crouchback abbefohlen und gelangt über Split und Dubrovnik nach Bari zurück. Die jüdische Gruppe findet sich in Italien in einem Lager für Vertriebene wieder, Guys Bezugspersonen in Jugoslawien aber wurden wegen konterrevolutionärer Umtriebe vor ein "Volksgericht" gestellt.
Zurück in England übernimmt Guy nach Kriegsende den landwirtschaftlichen Betrieb des väterlichen Gutes, er heiratet Domenica Plessington, aus einer befreundeten, ebenfalls katholischen Familie, und verkauft schließlich das italienische Landschloss der Crouchbacks an Major Ludovic, dessen Roman sich in den USA blendend verkauft hat.

## Hintergrund
Waugh verarbeitete in Unconditional Surrender auch seine eigenen Erlebnisse im Zweiten Weltkrieg. Wie sein Held Guy war er katholisch, aus der Oberschicht, unmilitärisch im Habitus. Waugh durchlief ebenfalls eine Ausbildung als Fallschirmspringer und war ab dem Sommer 1944 als Verbindungsoffizier zu kommunistischen Partisanen in Jugoslawien eingesetzt. In dieser Funktion begegnete er auch deren Anführer, dem späteren jugoslawischen Staatspräsidenten Josip Broz Tito.
Nachdem er die Trilogie komplettiert hatte, überarbeitete er sie und veröffentlichte sie gesammelt unter dem Titel Sword of Honour.

## Schlüsselfiguren
Waugh gab vielen seiner Figuren Züge real existierender Personen; daher wurde seine Kriegstrilogie auch als Schlüsselroman gelesen. Waugh selbst wehrte sich allerdings gegen eine simple 1:1 Zuordnung.
Waugh hat sich selbst nicht nur in der Figur des (Anti-)Helden Guy Crouchback porträtiert. Auch der schuldgeplagte und fehlplatzierte Major Ludovic mit seinen literarischen Ambitionen, den seine Untergebenen für verrückt halten, trägt Züge seines Schöpfers.
Die Figur des Sir Ralph Brompton, Diplomat und politischer Verbindungsmann der Commandos, ist dem Schriftsteller und Politiker Harold Nicolson nachempfunden; in dem exzentrischen Verleger Everard Spruce hat Waugh den Literaturkritiker und Publizisten Cyril Connolly skizziert – seine fiktive Zeitschrift Survival entspricht Connollys Horizon.
Waughs Brigadegeneral in Jugoslawien, Fitzroy Maclean, der die britische Zusammenarbeit mit den kommunistischen Partisanen vorantrieb, ist in den Figuren des Brigadiers Cape und seinem Adjutanten Cattermole abgebildet.
Einer relativ bekannten Persönlichkeit hat Waugh in seinem Roman keinen Platz gegeben: Randolph Frederick Churchill, der Sohn von Winston Churchill, war an Waughs Seite in Jugoslawien eingesetzt, findet sich aber in Unconditional Surrender zu seinem Leidwesen in keiner der Figuren wieder.

## Zitate
- Frank de Souza (ein Offizier in Crouchbacks Regiment): "In my experience the more responsible posts in the army are largely filled by certifiable lunatics. They don't cause any more trouble than the sane ones." (Nach meiner Erfahrung sind die verantwortungsvolleren Positionen in der Armee häufig von ausgewiesenen Irren besetzt. Sie verursachen nicht mehr Ärger als die Gesunden.)

## Rezeption
Penelope Lively bezeichnet die Sword of Honour-Romane in einem Artikel für The Atlantic als Waughs masterpiece, auch gegenüber dem weit bekannteren Wiedersehen mit Brideshead.

## Ausgaben
- Englisch: Unconditional Surrender, 1990, London: Penguin Classics, ISBN 978-0140182460
- Deutsch: Ohne Furcht und Tadel, deutsch von Werner Peterich, 2016, Zürich: Diogenes, ISBN 978-3257069655